# Мајански бог кукуруза
Бог кукуруза (енгл. Maya maize god), један од најважнијих богова у религији старих Маја. Немачки научник Паул Шелхас класификовао је сва божанства која се појављују у три сачувана мајанска кодекса, означавајући свако једним словом абецеде. По овој класификацији, Бог кукуруза је бог Е.

## Карактеристике
Треће божанство по учесталости представљања у кодексима је бог кукуруза или бог пољопривреде, који се појављује 98 пута у три рукописа. Увек је представљен као младић, понекад са клипом кукуруза као украсом за главу. Повремено је приказано како клип ниче из знака за дан Кан, који је и сам симбол за кукуруз у кодексима. Кан је такође био дан чији је овај бог био заштитник. Од свих богова представљених у кодексима, ово божанство показује највећу деформацију главе. Хијероглиф његовог имена је његова сопствена глава, која се на врху спаја у стилизован клип, прекривен лишћем.
Овај бог је био заштитник земљорадње и приказан је као ангажован у разним пољопривредним пословима. Он, или свештеник који га опонаша, повремено је приказан у скулптури класичног периода како разбацује зрна житарица по глави Мајке Земље. Попут кукуруза који је оличавао, имао је много непријатеља и његовом судбином су управљали богови кише, ветра, суше, глади и смрти. На једном месту је приказан под заштитом бога кише, а на другом у борби са богом смрти.
Иако је његово специфично име као Бога кукуруза непознато, у каснијим посткласичним временима изгледа да се његов идентитет спојио са идентитетом општијег пољопривредног божанства познатог као Јум Кааш, Господар шума, и бар неке од његових функција је вероватно преузео моћнији Чак. Као Ицамна и Чак, он је био доброћудно божанство, бог живота, напретка и обиља.